# Сабля царя Алексея Михайловича

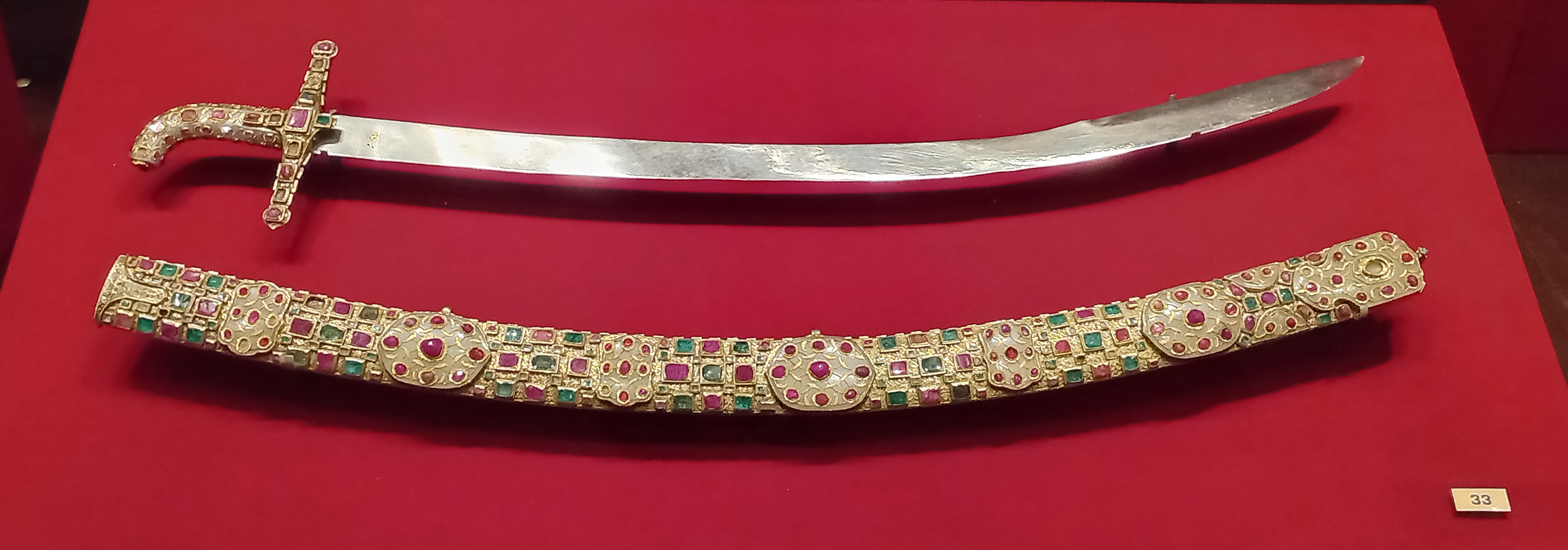
Сабля царя Алексея Михайловича

Сабля царя Алексея Михайловича — экспонат Оружейной палаты Кремля, сабля царя Алексея Михайловича Романова, подаренная ему купцом Иваном Булгаковым в 1656 году. Это один из наиболее украшенных образцов этого вида оружия из арсенала русских самодержцев XVII столетия. Сабля имела высокий статус: она числилась среди сабель «Большого наряда» под первым номером, что подчёркивало её высокие качества как превосходного образца парадного восточного оружия. Страной изготовления является Османская империя. 
Клинок сабли откован из булатной стали с традиционным обоюдоострым расширением – «елманью». Ножны сабли сделаны из золота. По лицевой стороне они сплошь усыпаны драгоценными камнями – алмазами, рубинами, изумрудами. На клинке сабли арабская надпись: «Проводи время во  блаженстве». Нефритовая рукоять сабли украшена стилизованным орнаментом, выполненным в технике инкрустации золотом и декорированы резным растительным орнаментом, драгоценными камнями и нефритовыми пластинами, инкрустированными рубинами в золотых лепестковых кастах».